# LZ 127 Graf Zeppelin

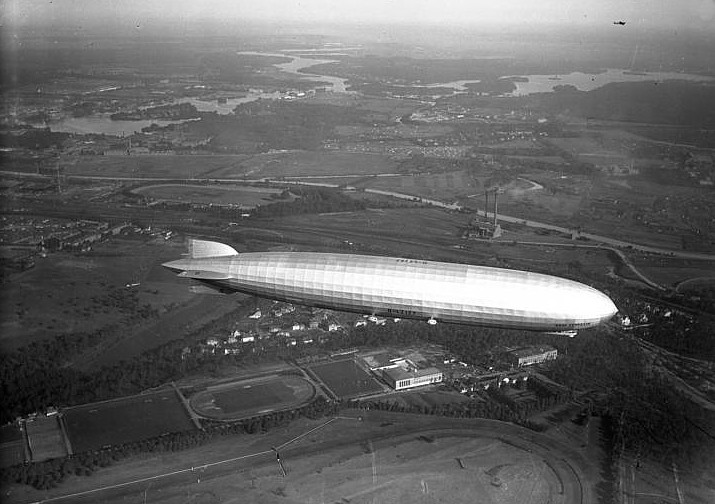
LZ 127 Graf Zeppelin över Berlin, 1928.

LZ 127 Graf Zeppelin (officiell beteckning D-LZ127) var ett tyskt luftskepp som utvecklades och byggdes av Luftschiffbau Zeppelin GmbH i Friedrichshafen och uppkallades efter företagets grundare Ferdinand von Zeppelin. LZ 127 döptes den 8 juli 1928 av Zeppelins dotter Hella Gräfin von Brandenstein-Zeppelin. Luftskeppet togs ur tjänst den 19 juli 1937 och skrotades i början av andra världskriget.

## Luftskeppet

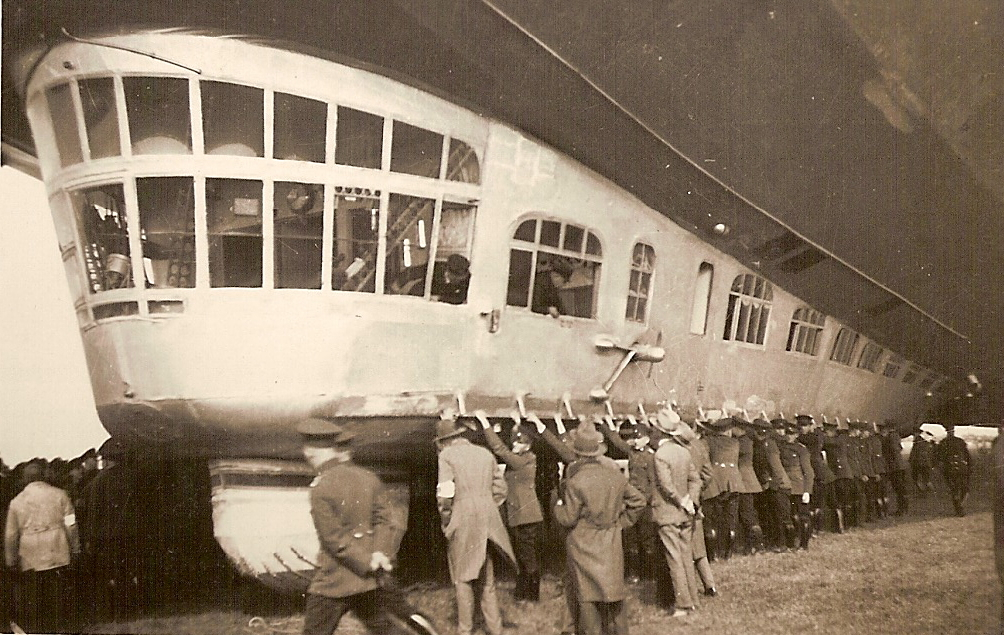
Gondolen med plats för passagerare, matsal och kök samt för styrman, navigatorn och radiokommunikation.

LZ 127 Graf Zeppelin var 232,6 meter lång och hade en diameter på 30,5 meter. Luftskeppet drevs av fem Maybach VL 2 motorer med 570 hästkrafter vardera. Motorerna var 12-cylindriga V-motorer som hade utvecklats speciellt för LZ 127, som vägde 1 148 kg styck och drevs med bensin. Fyra motorer satt monterade i så kallade motorgondoler utanför skeppets sidor medan den femte fanns vid undersidan av skeppets akter. Den genomsnittliga hastigheten var 115 km/h och toppfarten var 128 km/h. Luftfartyget hade en räckvidd på omkring 12 000 kilometer.
Besättningen bestod av omkring 45 personer och antalet passagerare var maximalt 25 personer. Ursprungligen konstruerat som ett experimentbygge blev LZ 127 det mest framgångsrika luftskeppet som någonsin byggdes. Det tillryggalade knappt 1,7 miljoner kilometer, utförde 590 flygningar och transporterade över 34 000 passagerare.  

## Resor i urval
Bland resorna kan nämnas den första kommersiella flygningen till och från Amerika (1928), den första kommersiella jorden-runt flygningen (1929), Palestina-resan (1931) och en vetenskaplig expedition över Arktis (1931). Den längsta sammanhängande flygsträckan var 6 384,5 kilometer och den längsta tiden i luften utan mellanlandning var 71 timmar. Därmed håller LZ 127 fortfarande idag (2005) FAIs världsrekord för luftskepp i samtliga klasser. Alla resor avlöpte utan större incidenter.

### Första Nordamerikaresan 1928
Resan finansierades med hjälp av flygpost som togs med samt att luftskeppets passagerare fick betala 3000 amerikanska dollar. Resan påbörjades den 18 oktober 1928 under kommendant Hugo Eckener. Med på resan var en kameraman från filmbolaget Ufa och flera journalister. En av dessa var den enda kvinnan på resan, lady Grace Hay Drummond-Hay. På grund av starka vindar över Azorerna hamnade några föremål från frukostbordet på golvet. Senare tappade skeppet delar av en fena som var väsentlig för luftskeppets stabilitet. Efter fem timmars reparation kunde resan fortsätta, och efter 111 timmar och 44 minuter nådde luftskeppet New York och välkomnades med fartygssirener och av tusentals personer på gator och torg.

### Orientresan 1929
Vid denna resa medföljde några passagerare som även deltog i den tidigare resan till New York. Starten fördröjdes på grund av ogynnsamma vindar och till följd av ett rykte om att det skulle finnas en fripassagerare i luftskeppet. Ungefär en timme efter midnatt den 25 mars 1929 lämnade LZ 127 Bodensjön. Resan gick först till Marseille och sedan österut över Korsika och Elba till Italiens västra kustlinje. Luftskeppet fortsatte till Rom och gjorde en runda över staden. Via radio sändes hälsningar till Mussolini och kung Viktor Emanuel III. Dessutom riktades luftskeppets spets nedåt för att hedra kungen. Även vid denna manöver föll porslin från borden. LZ 127 flög under nästa morgon ovanför Kreta och sedan besöktes Cypern. Senare under eftermiddagen kom luftskeppet fram till Haifa och genomförde därefter en runda kring Jerusalem. Vid Döda havet gick kaptenen ner till cirka 100 meter ovanför vattenytan vilket motsvarar ungefär 130 meter under den allmänna havsytan. Resan tillbaka gick över Aten och Balkan genom en dalgång på 1400 meters höjd med 2000 meter höga berg på varje sida, samt över Wien.

### Världsresan 1929
Efter diskussioner om finansieringen av resan och den bästa sträckan började LZ 127 den 1 augusti 1929 en Jorden-runt resa. Första delen gick liksom Nordamerikaresan till Lakehurst som enligt de amerikanska sponsorerna var den officiella startpunkten, och sedan återvände luftskeppet till Friedrichshafen. Flygningen skedde sedan österut och Vologda var den första ryska staden som iakttogs. Över tajgan dokumenterade passagerarna oändliga ytor med skog och större skogsbränder. Flera personer i luftskeppet berättade senare att de blev skräckslagna under denna del av resan. Välkomsthälsningarna i Japan var lika intensiva som i Nordamerika 1,5 år tidigare. LZ 127 gjorde ett uppehåll vid flygplatsen Kasumigaura. Där fanns en hangar för luftskepp från Första världskriget som hade överförts till Japan. Några resenärer gjorde en kort tågresa eller deltog i olika inbjudningar till lunch eller te. Även i Japan fördröjdes starten på grund av hårda vindar och alla passagerare samt personalen var trötta. Väderproblem ovanför Stilla havet registrerades därför endast av vakthavande som inte sov. Efter 67 timmar nådde LZ 127 San Francisco. I Kalifornien finns slottet Hearst Castle av mediamogulen Randolph Hearst. Hearst betalade en stor del av världsresan och när luftskeppet var ovanför byggnaden sände han en hälsning med slottets belysning i morsealfabet. Vid landningen och starten i Los Angeles kom kombinationen av kalla temperaturer vid marken och höga temperaturer vid högre höjder att skapa stora problem med att kontrollera trycket i luftskeppet, och bland annat kom LZ 127 att hamna mycket nära en högspänningsledning. Ankomsten till USA firades av människomassor med biltutor, höga rop och fyrverkerier. Den 29 augusti var luftskeppet framme i Lakehurst. Eckener stannade där för ekonomiska förhandlingar och LZ 127 fördes till Friedrichshafen av kapten Lehmann.

## Bilder

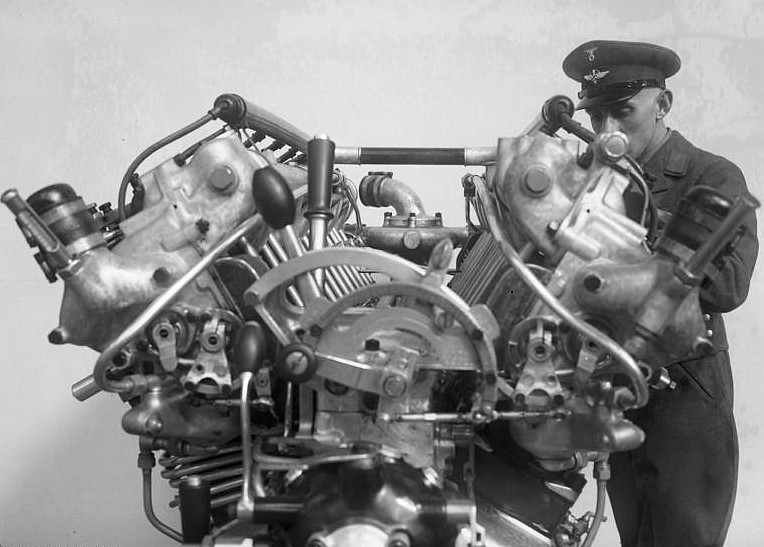
En av Maybachmotorerna
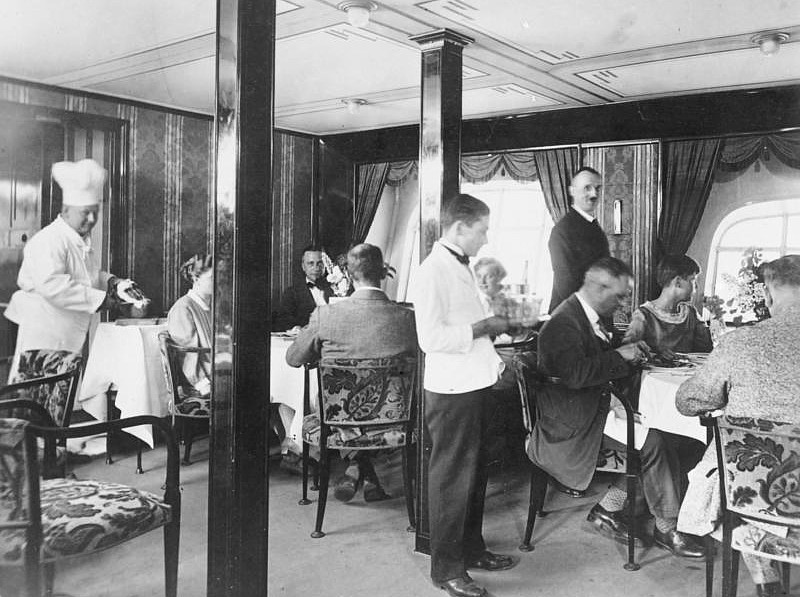
Matsalen
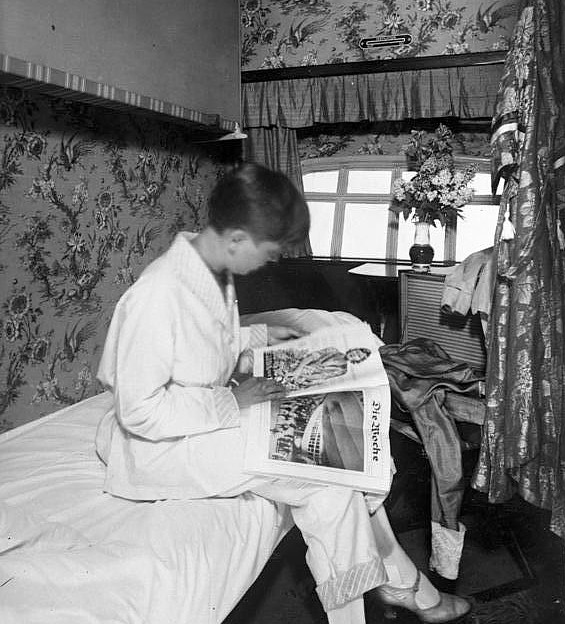
En passagerarhytt
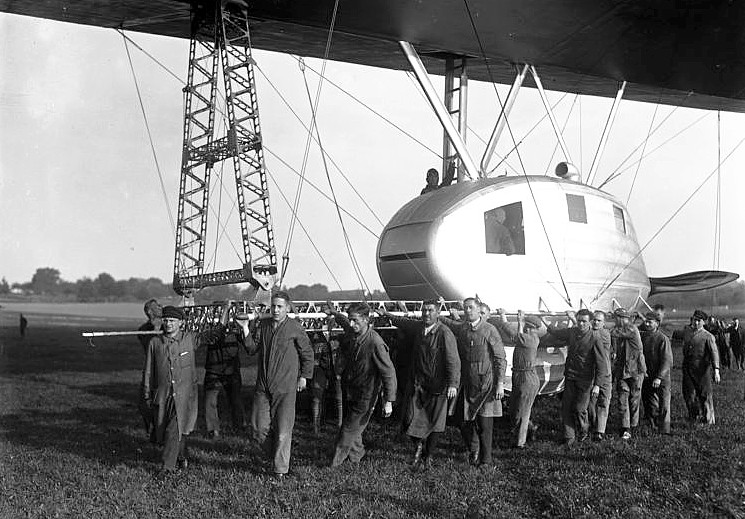
Den aktre femte motorgondolen
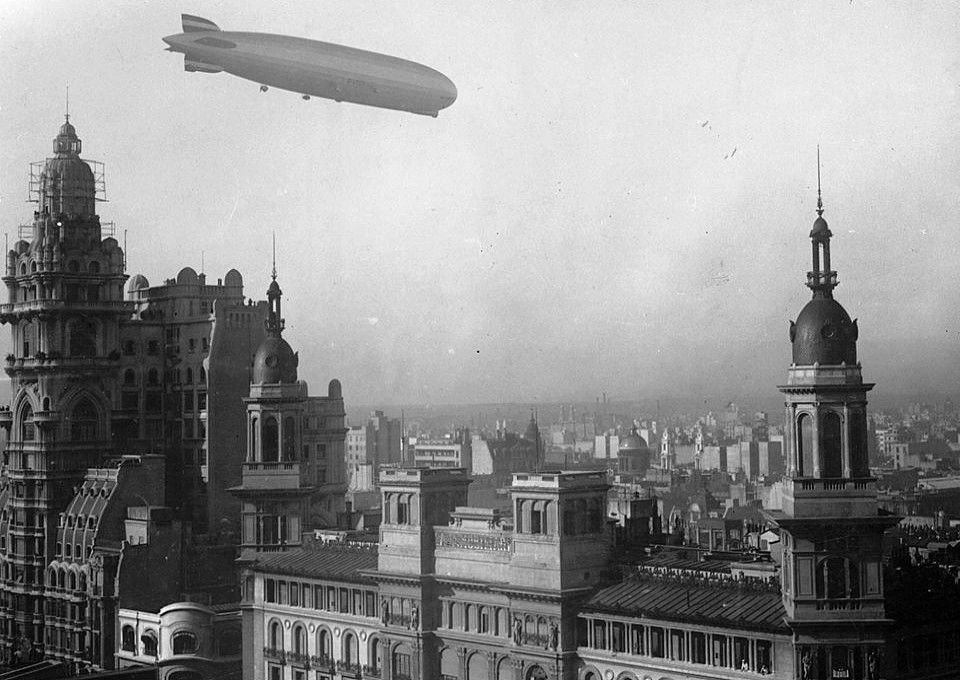
"Graf Zeppelin" över Buenos Aires 1934

## Slutet
Efter olyckan med LZ 129 Hindenburg den 6 maj 1937 i Lakehurst utanför New York där luftskeppet fattade eld och brann upp, beslöt Zeppelin-rederiet att inställa samtliga resor med LZ 127 till olyckans orsak var uppklarad. I juli samma år togs LZ 127 ur tjänst och ställdes ut i Frankfurt am Main som turistattraktion. Luftskeppet kom aldrig mer i tjänst, trots att det var i funktionsdugligt skick. Vid inledningen av andra världskriget skrotades LZ 127. Anledningen var att man ville komma åt aluminiet i luftskeppets stomme och återanvända det i stridsflygplan.

### Allmänna källor
- Airships: LZ-127 Graf Zeppelin (på engelska).